# Cessna Citation I
«Cessna Citation I» (також Сессна-500, англ. Cessna 500) — турбовентиляторний легкий двомоторний літак бізнес-класу, розроблений компанією Cessna Aircraft Company. Був основоположником першого сімейства літаків, що випускаються під брендом Cessna Citation («Сессна Сайтейшен»), що включає Cessna 500 Citation I і Cessna Citation 501 I/SP. Дослідний екземпляр, названий FanJet 500, здійснив перший політ 15 вересня 1969 року. З вересня 1971 р. почався серійний випуск.

## Розробка

### FanJet 500
У жовтні 1968 року Cessna повідомила про плани будівництва літака бізнес-класу на вісім пасажирів, який, на відміну від своїх конкурентів, буде придатний для експлуатації на аеродромах з коротшими ЗПС, по суті прагнучи конкурувати з ближньо- і середньомагістральними двомоторними турбогвинтовими літаками, а не з існуючим ринком літаків бізнес-класу. Перший політ дослідного зразка, названого FanJet 500, відбувся менш, ніж через рік, 15 вересня 1969 року.

### Cessna 500 Citation I

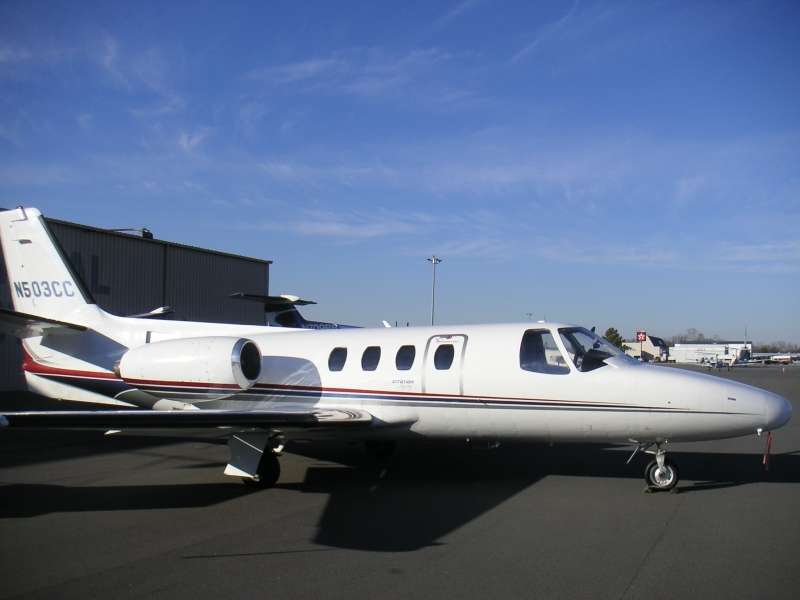
Cessna 500 Citation I

Після тривалої (довше, ніж очікувалося) програми льотних випробувань, під час якої запропонували назву Citation 500, і багатьох змін у проекті, закінчений літак дебютував з новою назвою Citation (Model 500) і отримав своє свідоцтво про сертифікацію у вересні 1971 р.
Літак оснащувався двома турбовентиляторними двигунами Pratt & Whitney Canada JT15D-1B. З турбовентиляторними двигунами, а не з турбореактивними, такими, які встановлювалися на Learjet 25 (що випускається в той же час), з прямими, а не стріловидними крилами, Citation був на 220 км/год повільніше, ніж Learjet 25 (максимальна швидкість 650 км/год у порівнянні з 876 км/год у Learjet 25). Це викликало здивування в авіаційних ЗМІ і призвело до того, що Citation прозвали «Slowtation» (від слова slow (англ.) — повільний) і «Nearjet» (від слів near (англ.) — близько, майже; jet (англ.) — реактивний). Citation мав максимальну злітну вагу 4 920 кг і міг взяти на борт максимум 8 чоловік.У 1976 році було зроблено кілька удосконалень моделі: збільшений розмах крила (14,35 м проти 14,61 м), збільшена максимальна злітна вага, збільшена тяга реверсу, що зменшило дистанцію пробігу при посадці. Після цих доробок моделі було присвоєно назву Citation I.

### Cessna Citation 501 I/SP
Як і для Learjet'ів, для управління Citation I було потрібно два пілота. Але так як модель Citation I повинна була конкурувати на ринку з двомоторними турбогвинтовими літаками, якими міг керувати один пілот, це обмеження знижувало заплановані продажі. «Сессна» розробила модель Cessna Citation 501 I/SP, в якій була можливість управляти одному пілоту. Літаки цієї моделі почали поставлятися замовникам на початку 1977 року.

## Експлуатанти
В основному літаки експлуатуються приватними особами.
Основні військові експлуатанти та цивільні авіакомпанії:

### Військові експлуатанти[4]
Аргентина
- Сухопутні війська Аргентини

 Бірма
- Військово-повітряні сили Бірми (1 шт.)

 Боснія та Герцеговина
- Збройні сили Боснії і Герцеговини (1 шт.)

 Венесуела
- Військово-повітряні сили Венесуели (2 шт.)

 КНР
- Повітряні сили Народно-визвольної армії

 Мексика
- Військово-повітряні сили Мексики (1 шт.)

 Чилі
- Військово-повітряні сили Чилі (4 шт.)

 Еквадор
- Військово-морські сили Еквадору

### Цивільні експлуатанти
Австрія
- City-jet Luftfahrtgesellschaft

 Бразилія
- Riana Taxi Aéreo

 Венесуела
- Air Global

 Іспанія
- Ibiza Flights

 Італія
- Aeroitalia

 Канада
- Skyward Aviation

 Колумбія
- Transportes Aéreos Air Pereira

 США
- Jet Wings
- Air Trek
- Premier Air Management
- Yates Aviation
- Marlin Air
- Dancing Wind Aviation

 Філіппіни
- Air Span

## Втрати літаків
Всього було втрачено 35 літаків Cessna 500 Citation I і 17 літаків Cessna Citation 501 I/SP. В катастрофах загинуло 120 осіб.
| Дата       | Бортовий номер | Місце катастрофи             | Жертви    | Короткий опис |
| ---------- | -------------- | ---------------------------- | --------- | --- |
| 22.11.1974 | EC-CGG         | Барселона                    | 4/4       | Розбився на злеті. |
| 16.03.1975 | PT-KIU         | Белен                        | 3/3       | Розбився при заході на посадку. |
| 12.11.1976 | PT-KIU         | Ріо-де-Жанейро               | 0/8       | Розбився при заході на посадку. |
| ??.06.1979 | YV-O-MAC-1     | Каракас                      | н.д./н.д. | За іншими джерелами пошкоджений 15.12.1979 р. |
| 02.08.1979 | N15NY          | Кантон                       | 1/3       | Викотився за межі ЗПС при посадці. Пілот використовував нестандартну карту контрольних перевірок перед посадкою. |
| 19.11.1979 | N555AJ         | Касл Рок, Колорадо           | 2/3       | Розбився при заході на посадку. Пілоти були малодосвідченими, неправильно виконували ППП в умовах обмерзання. |
| 01.10.1980 | G-BPCP         | о. Джерсі                    | 1/1       | |
| 21.01.1981 | N501GP         | Блуфілд                      | 5/5       | Сів на мокру ЗПС, гальмування було неефективне, літак почало крутити, вилетів із ЗПС, вдарився об три локатори, 10-ти футовий насип і зупинився в деревах густо засадженого схилу.                                        |
| 12.11.1982 | N2627U         | Вічита                       | 0/1       | Літак швидко вирулив на ЗПС і злетів без дозволу, в польоті за вітром почав круто набирати висоту. Зіткнувся із землею в 400 м від ЗПС після розвороту на низькій висоті.                                                 |
| 01.04.1983 | N700CW         | Ігл-Пасс                     | 4/4       | При посадці на приватному ранчо сів із лівим креном і перевищенням швидкості, врізався в дерево і загорівся. |
| 26.04.1983 | N22FM          | Вічита                       | 0/5       | Під час злету і прибирання шасі увімкнулися обидва реверси тяги, літак з креном врізався в землю і загорівся. Днем раніше під час миття літака вимикачі реверсу тяги були витягнуті і не були повернуті в первісний стан. |
| 08.12.1983 | G-UESS         | 19 км від аеропорту Сторнвей | 10/10     | Йшов на малій висоті і врізався у воду. |
| 20.02.1984 | VH-FSA         | 5 км від Просерпайна         | 2/2       | |
| 26.09.1984 | C-GXFZ         | біля Орілья                  | 2/2       | |
| 06.10.1984 | OE-FAP         | Скіатос                      | 0/10      | Після злету упав у море. |
| 21.05.1985 | N10GE          | Гаррісон                     | 2/2       | Зіткнення з горою при заході на посадку. |
| 31.05.1987 | D-IAEC         | біля Любека                  | 2/4       | При заході на посадку зацепив антену ОПРС, упав на землю і загорівся. |
| 19.11.1987 | OH-CAR         | Туусула                      | 0/6       | Заходив на посадку за приладами, обидва двигуни вимкнулися, так як все паливо було витрачено, здійснив аварійну посадку на полі.                                                                                          |
| 26.10.1988 | OE-FFK         | 2 км від Зальцбурга          | 2/2       | При злеті на висоті 400 м зіштовхнувся із Cessna 172 Skyhawk. |
| 02.10.1989 | N617CC         | Седона                       | 0/1       | |
| 22.04.1990 | VH-LCL         | острів Лорд-Гав              | 0/8       | При посадці викотився за межі ЗПС. |
| 11.05.1990 | VH-ANQ         | біля Маріби                  | 11/11     | |
| 24.09.1990 | N79DD          | Сан Луїс Обіспо              | 4/4       | |
| 25.03.1994 | XA-SMH         | Сан-Хуан-Баутіста-Тустепек   | 2/2       | Розбився при посадці. |
| 24.04.1995 | N120ES         | Сан-Сальвадор                | 0/2       | При посадці викотився за межі ЗПС і врізався в дерева. |
| 04.02.1996 | PT-KPA         | Fazenda Matary               | 0/2       | |
| 06.02.1996 | XA-SLQ         | біля Енсенади                | 8/8       | В тумані врізався в гору. |
| 01.02.1997 | RP-C1500       | гора Balatukan               | 2/2       | Врізався в гору між Cagayan і Бутуаном. |
| 07.03.1997 | HK-3885        | Медельїн                     | 4/4       | Врізався в гору після злету. |
| 03.07.1997 | PT-ILJ         | Ріо-де-Жанейро               | 0/5       | |
| 31.10.1997 | PT-LQG         | Канела                       | 3/3       | |
| 06.01.1998 | N1DK           | Піттсбург                    | 0/3       | |
| 24.07.1998 | C-FSKC         | Ролінз                       | 0/2       | |
| 02.12.1998 | N501EZ         | 30 км від Мени               | 1/1       | Пілот втратив контроль над літаком. |
| 26.01.2001 | N234UM         | Су-Сент-Марі                 | 0/4       | |
| 02.04.2001 | N405PC         | Ашвобенон                    | 0/1       | Відразу після злету врізався в стіну будинку. |
| 15.03.2003 | N70FJ          | 28 км від Кері, Айдахо       | 3/3       | |
| 07.04.2003 | EC-HFA         | Цюрих                        | 0/3       | |
| 24.02.2004 | OE-FAN         | 33 км від Кальярі            | 6/6       | |
| 13.08.2004 | N38SA          | Дейтона Біч                  | 0/0       | Під час урагану Чарлі зруйнувався ангар, літак ремонту не підлягав. |
| 08.03.2005 | YV-21CP        | Charallave                   | 2/2       | |
| 09.09.2005 | I-AROM         | Рим                          | 0/5       | |
| 05.11.2005 | N505K          | Хьюстон                      | 2/2       | |
| 01.02.2006 | N814ER         | Бернсвілль                   | 0/4       | |
| 16.02.2006 | D-IMRX         | біля Бушіна (Buschin)        | 6/6       | |
| 30.06.2007 | N771HR         | Конувей                      | 1+1/2     | |
| 04.03.2008 | N113SH         | 6,5 км від Оклахома-Сіті     | 5/5       | У правий двигун потрапив великий птах, що призвело до його виходу із ладу і втрати контролю над літаком. |
| 30.03.2008 | VP-BGE         | Фарнборо, графство Кент      | 5/5       | На борту знаходились відомі автогонщики Девід Леслі і Річард Ллойд. |
| 18.08.2008 | N223LC         | Санто-Домінго                | 1/1       | |
| 06.10.2010 | XA-TKY         | Коацакоалькос                | 8/8       | |
| 19.11.2010 | G-VUEM         | Бірмінгем                    | 0/2       | |
| 15.03.2012 | N7700T         | Франклін, Північна Кароліна  | 5/5       | Заходив на посадку вище глісади, була збільшена вертикальна швидкість зниження, грубе торкання ЗПС із «козлінням», літак зачепив землю правим крилом, перекинувся і загорівся.                                            |
| 02.08.2012 | EC-IBA         | біля Сантьяго-де-Компостела  | 2/2       | При заході на посадку вночі зацепив дерева. |

## Тактико-технічні характеристики
За даними книги Jane's Civil and Military Aircraft Upgrades

### Технічні характеристики
- Екіпаж: 2 людини (в Citation I/SP — 1 пілот)
- Пасажиромісткість: 5 осіб
- Довжина: 13,26 м
- Розмах крила: 14,35 м
- Висота: 4,37 м
- Площа крила: 25,9 м2
- Маса порожнього: 3 008 кг
- Максимальна злітна маса: 5 375 кг
- Двигуни: 2× ТРДД Pratt & Whitney Canada JT15D-1B
- Тяга: 2× 9,77 кН

### Льотні характеристики
- Максимальна швидкість: 749 км/год (на висоті 8 530 м)
- Крейсерська швидкість: 662 км/год (на висоті 10 670 м)
- Швидкість звалювання: 152 км/год
- Практична дальність: 2 459 км (з максимумом палива, 709 кг корисного навантаження)
- Практична стеля: 12 495 м
- Швидкопідйомність: 13,8 м/с